# 鄭在成
鄭 在成（チョン・ジェソン、Jung Jae-sung、朝鮮語: 정재성、1982年8月25日 - 2018年3月9日）は、大韓民国の男子バドミントン選手。BWF世界ランキング最高位は1位。

## 経歴
2005年までは李在珍とペアを組み、アジア選手権準優勝などを果たす。
2006年からは6歳年下の李龍大とペアを組む。
2012年ロンドンオリンピックでは、男子ダブルスで銅メダルを獲得し、その後引退した。

## 死去
3月9日に、華城市の自宅で心臓発作を起こして急死。2日後に行われた葬儀では、長年ダブルスパートナーであった李龍大が喪主を務めた。